# Ministère des Affaires étrangères (Norvège)
Pour les articles homonymes, voir Ministère des Affaires étrangères.

Le ministère des Affaires étrangères (norvégien : Utanriksdepartementet ou ministère royal norvégien des Affaires étrangères) est le ministère des Affaires étrangères du gouvernement du royaume de Norvège chargé de la politique étrangère et des relations au sein de l'Union européenne.
Il a été créé le 7 juin 1905, le même jour que la déclaration d'indépendance et l'exil contraint du roi Oscar II de Suède par le Parlement norvégien, marquant la fin de union personnelle entre la Suède et la Norvège.
Le ministère est dirigé par le ministre des Affaires étrangères, actuellement Espen Barth Eide (Parti travailliste).

## Organisation
Le ministère norvégien des Affaires étrangères maintient 104 bureaux à l'étranger et gère trois organisations subordonnées : l'Agence norvégienne de coopération pour le développement (Norad), le Fredskorpset et le Fonds d'investissement pour les pays en développement (Norfund). Il emploie environ 2 200 personnes.

### Niveau politique
Contrairement à la plupart des ministères norvégiens, le ministère des Affaires étrangères a deux ministres à la tête de l'organisation. Le ministre des Affaires étrangères est à la tête de la plupart des domaines et des régions administratives tandis que le ministre du Développement international dirige la politique liée au développement international de la Norvège. Certains services du ministère sont ainsi placés sous la direction des deux ministres.

#### Ministre des Affaires étrangères
Il dirige :
- Deux secrétaires d'État
- Des conseillers politiques
- Un secrétariat du ministre des Affaires étrangères
- Une unité de Communication
- Un conseiller juridique

#### Ministre du Développement international
Il dirige :
- Secrétaire d'État
- Des conseillers politiques
- Un secrétariat du ministre du Développement international
- Une unité d'analyse
- Un chef de l'information

### Niveau opérationnel
Le haut fonctionnaire est le secrétaire général (utenriksråd), il est assisté par un secrétaire général adjoint en tant que substitut (ce dernier a également une responsabilité spéciale pour les questions de développement international).
Le ministère a été réorganisé en 2006 et compte actuellement huit départements, chacun dirigé par un directeur général (ekspedisjonssjef):
- Département des affaires européennes et de la politique commerciale
- Département de la politique de sécurité et le Grand Nord
- Département pour les affaires régionales et le développement
- Département de l'ONU, de la paix et affaires humanitaire
- Département des affaires juridiques
- Promotion et direction du Protocole
- Département des ressources humaines et financières
- Ministère des services internes et externes

## Liste des ministres
| Image | Nom                                 | de                | à                 | Parti                    |
| ----- | ----------------------------------- | ----------------- | ----------------- | ------------------------ |
|       | Jørgen Gunnarsson Løvland           | 7 Juin 1905       | 19 Mars 1908      | Venstre                  |
|       | Wilhelm Christopher Christophersen  | 19 Mars 1908      | 2 Février 1910    | Venstre                  |
|       | Johannes Irgens                     | 2 Février 1910    | 31 Janvier 1913   | Parti conservateur       |
|       | Nils Claus Ihlen                    | 31 Janvier 1913   | 21 Juin 1920      | Venstre                  |
|       | Christian Fredrik Michelet          | 21 Juin 1920      | 22 Juin 1921      | Parti conservateur       |
|       | Arnold Ræstad                       | 22 Juin 1921      | 31 Mai 1922       | Venstre                  |
|       | Johan Ludwig Mowinckel              | 31 Mai 1922       | 6 Mars.1923       | Venstre                  |
|       | Christian Fredrik Michelet          | 6 Mars.1923       | 25 Juillet 1924   | Parti conservateur       |
|       | Johan Ludwig Mowinckel              | 25 Juillet 1924   | 5 Mars 1926       | Venstre                  |
|       | Ivar Lykke                          | 5 Mars 1926       | 28 Janvier 1928   | Parti conservateur       |
|       | Edvard Bull, Sr.                    | 28 Janvier 1928   | 15 Février 1928   | Parti travailliste       |
|       | Johan Ludwig Mowinckel              | 15 Février 1928   | 12 Mai 1931       | Venstre                  |
|       | Birger Braadland                    | 12 Mai 1931       | 3 Mars 1933       | Parti du centre          |
|       | Johan Ludwig Mowinckel              | 3 Mars 1933       | 20 Mars 1935      | Venstre                  |
|       | Halvdan Koht                        | 20 Mars 1935      | 19 Novembre 1940  | Parti travailliste       |
|       | Trygve Halvdan Lie (Exil à Londres) | 19 Novembre 1940  | 2 Février 1946    | Parti travailliste       |
|       | Halvard Manthey Lange               | 2 Février 1946    | 28 Aout 1963      | Parti travailliste       |
|       | Erling Wikborg                      | 28 Aout 1963      | 25 Septembre 1963 | Parti populaire chrétien |
|       | Halvard Manthey Lange               | 25 Septembre 1963 | 12 Octobre 1965   | Parti travailliste       |
|       | John Lyng                           | 12 Octobre 1965   | 22 Mai 1970       | Parti conservateur       |
|       | Svenn Stray                         | 22 Mai 1970       | 17 Mars 1971      | Parti conservateur       |
|       | Andreas Zeier Cappelen              | 17 Mars 1971      | 18 octobre 1972   | Parti travailliste       |
|       | Dagfinn Vårvik                      | 18 octobre 1972   | 16 octobre 1973   | Parti du centre          |
|       | Knut Frydenlund                     | 16 octobre 1973   | 14 octobre 1981   | Parti travailliste       |
|       | Svenn Stray                         | 14 octobre 1981   | 9 mai 1986        | Parti conservateur       |
|       | Knut Frydenlund                     | 9 mai 1986        | 9 mars 1987       | Parti travailliste       |
|       | Thorvald Stoltenberg                | 9 mars 1987       | 16 octobre 1989   | Parti travailliste       |
|       | Kjell Magne Bondevik                | 16 octobre 1989   | 3 novembre 1990   | Parti populaire chrétien |
|       | Thorvald Stoltenberg                | 3 novembre 1990   | 2 avril 1993      | Parti travailliste       |
|       | Johan Jørgen Holst                  | 2 avril 1993      | 13 janvier 1994   | Parti travailliste       |
|       | Bjørn Tore Godal                    | 24 janvier 1994   | 17 octobre 1997   | Parti travailliste       |
|       | Knut Vollebæk                       | 17 octobre 1997   | 17 mars 2000      | Parti populaire chrétien |
|       | Thorbjørn Jagland                   | 17 mars 2000      | 19 octobre 2001   | Parti travailliste       |
|       | Jan Petersen                        | 19 octobre 2001   | 17 octobre 2005   | Parti conservateur       |
|       | Jonas Gahr Støre                    | 17 octobre 2005   | 21 septembre 2012 | Parti travailliste       |
|       | Espen Barth Eide                    | 21 septembre 2012 | 16 octobre 2013   | Parti travailliste       |
|       | Børge Brende                        | 16 octobre 2013   | 20 octobre 2017   | Parti conservateur       |
|       | Ine Marie Eriksen Søreide           | 20 octobre 2017   | 14 octobre 2021   | Parti conservateur       |
|       | Anniken Huitfeldt                   | 14 octobre 2021   | 16 octobre 2023   | Parti travailliste       |
|       | Espen Barth Eide                    | 16 octobre 2023   | en cours          | Parti travailliste       |

### Référence de traduction
- (en) Cet article est partiellement ou en totalité issu de l’article de Wikipédia en anglais intitulé « Ministry of Foreign Affairs (Norway) » (voir la liste des auteurs).